# Tamara Dávila Rivas
Tamara Dávila Rivas (Managua, 15 de enero de 1981) es una psicóloga, feminista y activista política, defensora de los derechos de las mujeres nicaragüense. El 12 de junio de 2021 formó parte de una ola de detenciones de opositores por parte del gobierno de Daniel Ortega.

## Biografía
Dávila es hija de los últimos revolucionarios sandinistas Sadie María Rivas Reed e Irving Dávila Escobar. Desde niña demostró gran capacidad de conectar con las personas. Creció en un ambiente familiar complejo entre la familia de su madre y la familia de su padre. Cuando tenía 9 años su padre se volvió a casar con María Josefina Vijil Gurdián, hermana de Ana Margarita Vijil, expresidenta del Movimiento Renovador Sandinista (MRS). Dávila es así considerada sobrina de Vijil. En 1993 con 11 años se muda a Bélgica con su familia paterna por una temporada en donde aprendió el idioma francés. 
La muerte de su madre en un accidente automovilístico en 1999 a sus 17 años de edad fue un golpe importante en su vida.
Entre 1999 y 2004 estudia Licenciatura en psicología en la Universidad Centroamericana (UCA), ha trabajado en el ámbito social, luchando por los derechos humanos y la igualdad de género. En 2005 obtiene una maestría en Políticas Sociales, Derechos y Protagonismo de la Niñez y la Adolescencia de la Universidad Centroamericana (UCA). Y en 2011 una maestría en Género, Identidad y Ciudadanía de la Universidad de Huelva en España.  

## Activismo

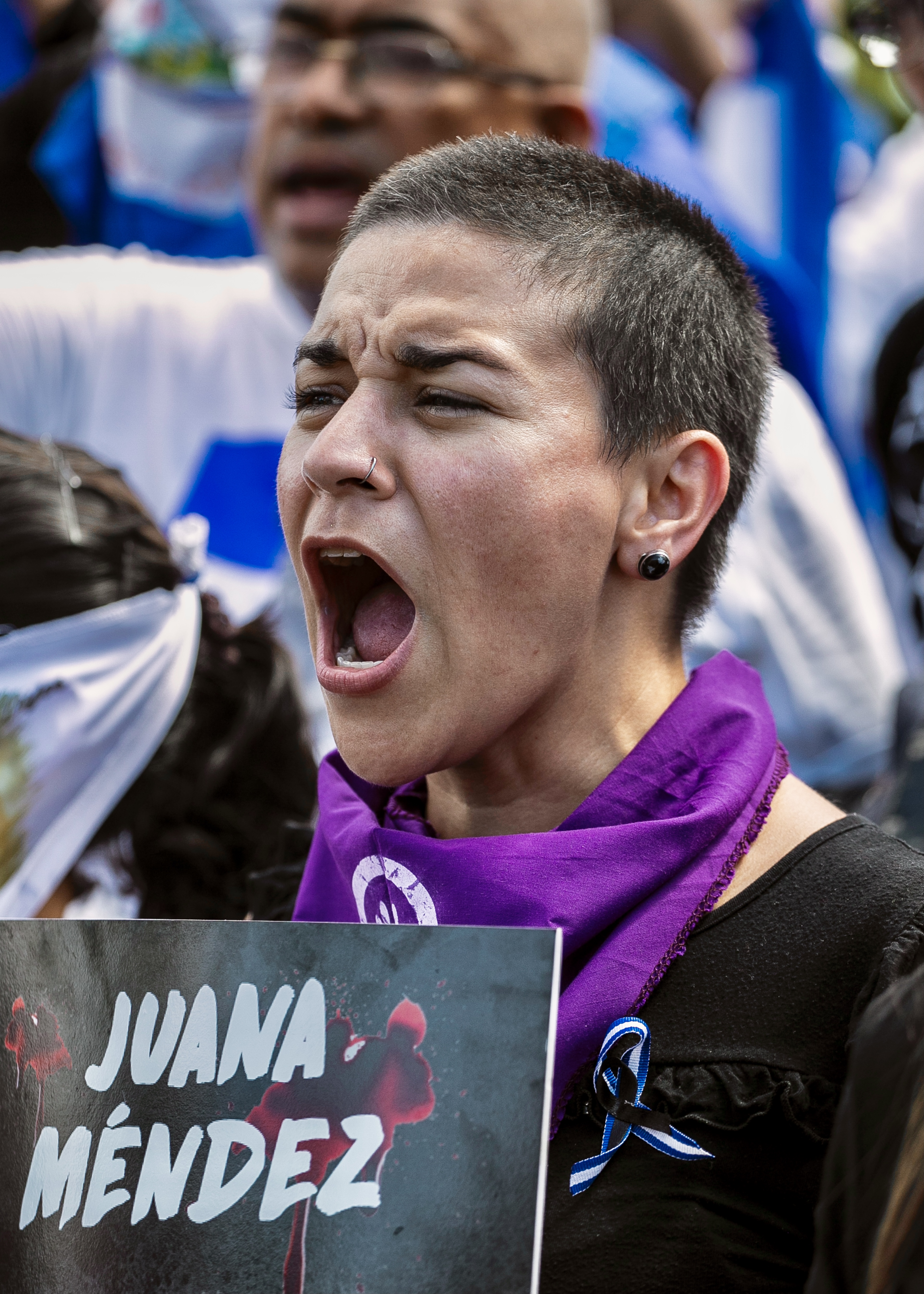
Dávila en misa y protesta de Día de Muertos en la Catedral de Managua, organizada por la Asociación Madres de abril, 2 de noviembre de 2019

Dávila ha sido políticamente activa en las protestas antigubernamentales que comenzaron en 2018, participando en manifestaciones y una vez siendo arrestada. Es miembro de  Unión Democrática Renovadora  (Unamos) que antiguamente era conocida como Movimiento de Renovador Sandinista (MRS) y del Consejo Político del grupo opositor Unidad Nacional Azul y Blanco. En julio de 2020, fue nombrada como una de sus representantes en el comité ejecutivo de la oposición unificada, la Coalición Nacional.
Debido al hostigamiento que enfrentó Dávila por su trabajo de derechos humanos, la Comisión Interamericana de Derechos Humanos (CIDH) emitió medidas cautelares destinadas a garantizar su seguridad.
El 12 de junio de 2021, Dávila fue detenida por el gobierno de Daniel Ortega en una serie de detenciones de candidatos opositores a la presidencia y otros líderes opositores. Su casa fue allanada mientras esta se encontraba con su hija de cuatro años y la policía emitió posteriormente un comunicado indicando que ella, como muchas de las otras figuras de la oposición arrestadas, estaba siendo investigada por supuestos “actos que socavan la independencia, la soberanía y la autodeterminación”, es decir, violando la controvertida Ley 1055, llamada por los críticos Ley Guillotina. Fue una de las cuatro leyes aprobadas en diciembre de 2020 que otorgan amplios poderes al gobierno para designar unilateralmente a los ciudadanos como “traidores a la patria”.
Dos días después de su arresto, el Ministerio Público anunció que Dávila y otros serían detenidos por 90 días de prisión preventiva mientras son investigados.
Vijil fue detenida el 13 de junio en su domicilio junto a la excomandante sandinista Dora María Téllez.
El 19 de julio de 2021, la CIDH determinó que Dávila se encontraba en una situación de “extrema gravedad, urgencia y peligro inminente de daño irreparable a sus derechos” y dictó medidas cautelares para protegerla a ella y a sus familiares directos, entre ellas ordenar su inmediata libertad por el gobierno de Nicaragua.
Ha relatado su encarcelación como una violación de los derechos humanos, estuvo sometida a aislamiento, torturas físicas y psicológicas. no se le permitió visita de sus familiares como establece la Ley del Sistema Penitenciario nicaragüense sino hasta 3 meses después en donde no tuvo ninguna noticia del exterior. Para combatir el aislamiento hizo ejercicios y caminaba en el metro cuadrado que media la celda donde se encontraba.
"El objetivo del régimen era doblegarnos a todos, no solo a mí. Doblegar nuestros cuerpos, espíritus y mentes. Volvernos locos, y yo dije que no. No lo van a lograr. Voy a usar mi metro cuadrado, como he aprendido de mi mamá y voy a salir de aquí sana. Comencé a proponerme rutinas durante mi día. Comencé a hacer ejercicios, a rezar y ver el cielo, a escuchar a los pajaritos, agradecer por las cosas que tenía. Comencé también a cantar, cantaba muy bajito al inicio. Cuando ya nos dejaron hablar, al final del año pasado, pues ya comenzamos a cantar un poquito más alto. Cantaba mucho la Misa Campesina".
Dávila es puesta en libertad el 9 de febrero de 2023 junto con 221 reos políticos más, 606 días después de su encarcelamiento en 2021. Una acción ordenada por el régimen Ortega Murillo a lo que denominaron "deportación inmediata" y una vez fuera de la prisión de la Dirección de Auxilio Judicial conocida popularmente como "El Chipote", le ordenaron subir a un avión sin saber a donde se dirigía  y fue trasladada directamente a Washington (EE.UU.). Su nacionalidad nicaragüense, junto a la de los otros presos, fue revocada. El gobierno de España ofreció garantizar la nacionalidad a todos los presos.

## Reconocimientos
El 9 de marzo de 2021 Davila junto con 32 excarceladas políticas de Nicaragua recibió el premio Defensoras de la Justicia otorgado por el Instituto Global de las Mujeres, George Washington University.